# Stresemannia bougainvillei
Stresemannia bougainvillei là một loài chim trong họ Meliphagidae.